# جازمان انریگ
جازمان انریگ (انگلیسی: Jazmín Enrigue؛ زادهٔ ۹ مهٔ ۲۰۰۰) بازیکن فوتبال اهل مکزیک است.
وی همچنین در تیم‌های ملی فوتبال Mexico women's national under-17 football team و Mexico women's national under-20 football team بازی کرده‌است.